# ギャラッド彗星
ギャラッド彗星（英語: 186P/Garradd）またはガラッド彗星は、木星族に分類される彗星の1つである。2007年にサイディング・スプリング天文台のゴードン・ギャラッドにより発見された。
円に近い軌道を持つため、軌道の全周で18～20等級で観測できると考えられている。しかし軌道傾斜角が大きく、近日点付近では南に低くなるため北半球中緯度以北では観測不能となる。
1977年、サイディング・スプリング天文台のエバーストによって17等で7月18日と19日に撮影された写真乾板上に発見されたが、撮影日から時間が経過していたことから見失われ、暫定軌道すら計算されなかったため X/1977 O1 と呼ばれていた。
ドイツのマイク・マイヤーは、X/1977 O1 と P/2007 B3 の連結軌道を計算できること、サイディング・スプリング天文台の写真のアーカイブを調べたところ1975年に15.5等と明るく捉えられていたこと（このときはバーストと考えられている）、そして1996年にも出現していたことを報告した。
このため複数回の近日点通過時に、それぞれ複数夜の観測が得られたことになり、次回近日点通過を待たず186Pと番号登録された。